# Maurice Ascalon
Pour les articles homonymes, voir Ascalon (homonymie).
Maurice Ascalon (hébreu : מוריס אשקלון), né Moshe Klein à Fehérgyarmat (royaume de Hongrie) en 1913 et mort à Cuernavaca (Mexique) en 2003, est un sculpteur art déco et designer industriel israélien, co-fondateur du mouvement des arts décoratifs israéliens modernes.

## Biographie
Moshe Klein (plus tard Maurice Ascalon) naît dans une famille juive orthodoxe de hassidiques. Dès son plus jeune âge, il est attiré par l'art, pourtant mal vu dans le shtetl de Hongrie orientale où il grandit.
À 15 ans, Klein quitte son foyer d'enfance pour étudier l'art à l'Académie royale des beaux-arts de Bruxelles en Belgique. Il y emporte une compréhension des rituels et traditions juives, qu'il intégre plus tard à son œuvre.
En 1934, après avoir suivi une formation artistique à Bruxelles puis à Milan, Maurice Ascalon immigre en terre d'Israël, alors Palestine mandataire. Il y rencontre sa future épouse, Zipora Kartujinsky, juive d'origine polonaise, petite-fille de l'éminent cartographe et scientifique du même nom. Elle devient sculptrice à la fin de sa vie, créant des bas-reliefs illustrant la vie de shtetl de son enfance, avant de s'éteindre en 1982.

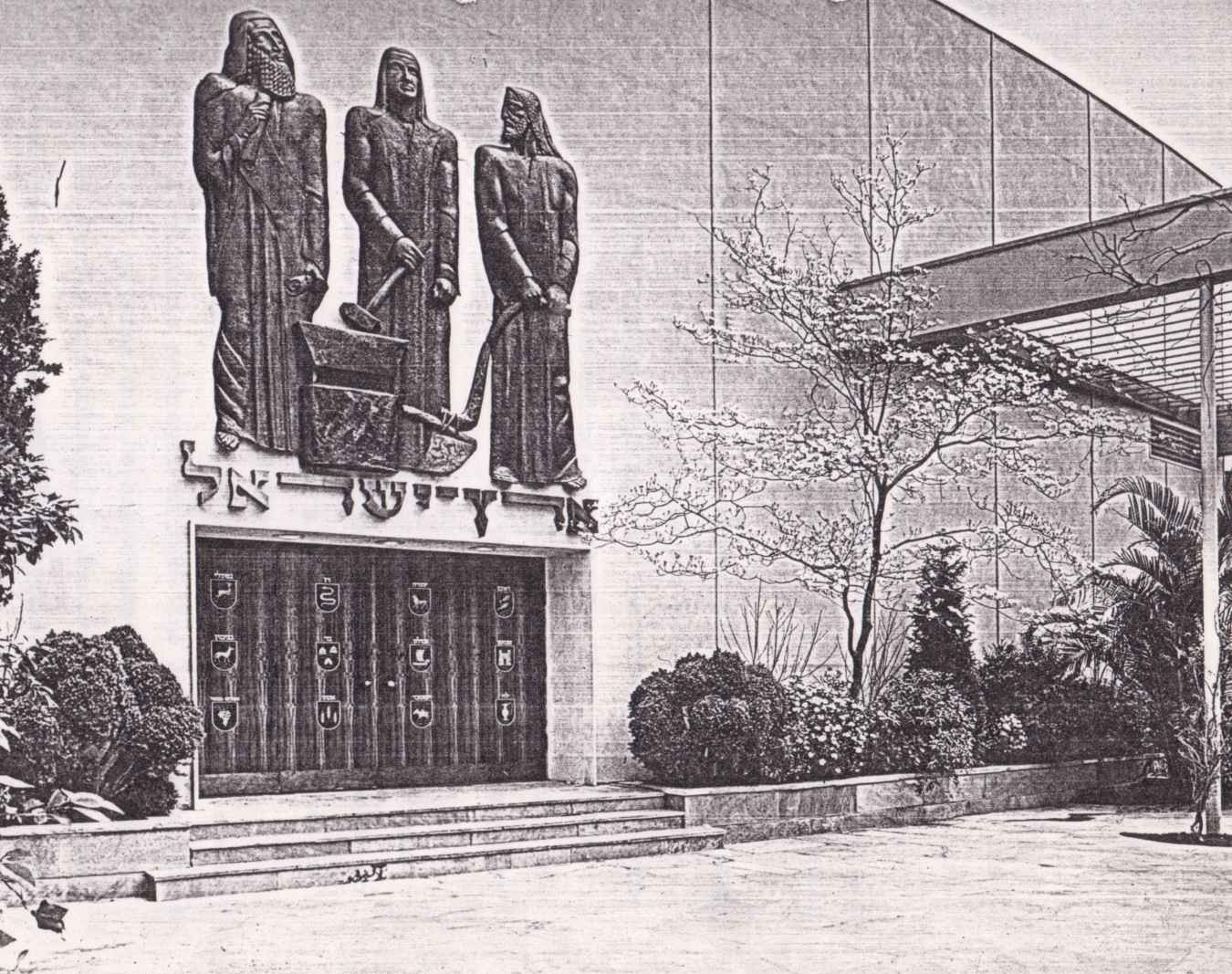
« The Scholar, The Laborer, and The Toiler of the Soil », sculpture en relief en cuivre ornant la façade du pavillon juif de Palestine à l'Exposition universelle de New York de 1939.

En 1939, il conçoit et réalise un bas-relief colossal en cuivre repoussé martelé de 4,30 mètres de haut, représentant trois personnages, « Le Laboureur, l'Ouvrier et le Savant », qui ornait la façade du Pavillon juif de Palestine à l'Exposition universelle de New York de 1939. Ascalon a été chargé de créer cette œuvre pour ce pavillon historiquement important qui fait découvrir au monde le concept d'État juif moderne, à l'époque le Yishouv. L'œuvre fait désormais partie de la collection du Spertus Institute for Jewish Learning and Leadership de Chicago.
À la fin des années 1930, Ascalon fonde Pal-Bell (פל-בל), une entreprise juive de fabrication d'objets d'art décoratifs, qui produit des menorahs en bronze et en laiton, ainsi que d'autres objets décoratifs et utilitaires judaïca et profanes, exportés en grand nombre dans le monde entier. Les créations de Maurice Ascalon, certaines Art déco, d'autres plus traditionnelles, introduisirent l'utilisation d'une patine vert-de-gris obtenue par voie chimique dans la métallurgie israélienne.

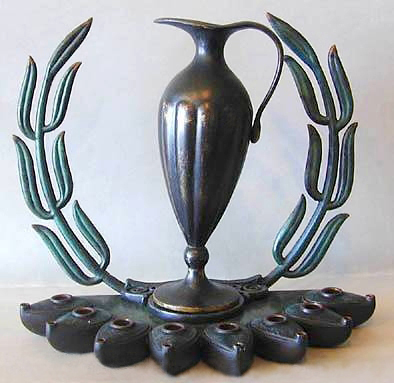
« Branche de laurier », hanoukiya par Maurice Ascalon, fabriquée par sa société Pal-Bell à Tel Aviv (v. 1958).

Pendant la guerre d'indépendance d'Israël en 1948, il conçoit des munitions pour l'armée israélienne et, à la demande du gouvernement israélien, réaménage son usine pour produire des munitions destinées à l'effort de guerre.
En 1956, Ascalon émigre aux États-Unis. Jusqu'aux années 1960, il réside à New York et à Los Angeles. Il acquiert une réputation de maître orfèvre, créant pour les synagogues des couronnes de Torah et d'autres objets d'art cérémoniel juif. Il enseigne quelque temps la sculpture à la faculté des beaux-arts de l' Université du Judaïsme (aujourd'hui l'Université juive américaine) de Los Angeles .
À la fin des années 1970, les studios Ascalon déménagent dans la région de Philadelphie. Ils deviennent (et restent encore aujourd'hui, sous la direction du fils de Maurice, David Ascalon) un studio d'art polyvalent dédié à la conception et à la création d'œuvres d'art in situ pour le culte et les espaces publics.

Les dernières années de sa vie, il est installé à Cuernavaca, au Mexique, où demeure son fils aîné, Adir Ascalon (peintre et sculpteur surréaliste qui a collaboré avec le célèbre muraliste mexicain David Alfaro Siqueiros). En février 2003, Maurice Ascalon y fête ses 90 ans mais en août de la même année, il succombe à des complications liées à la maladie de Parkinson.

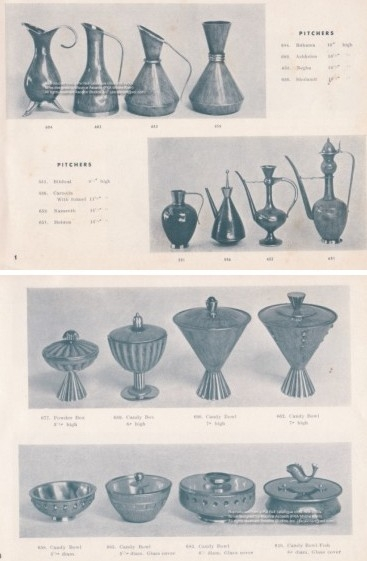
Réalisations pour le catalogue Pal-Bell, 1948

## Œuvres
L'héritage de Maurice Ascalon comprend de nombreuses installations aux États-Unis, au Mexique et en Israël.
Les commandes de Maurice Ascalon comprennent des installations permanentes dans des lieux de culte et des espaces publics aux États-Unis, au Mexique et en Israël. Ses œuvres ont été exposées et font partie des collections d'institutions telles que le Jewish Museum (New York) , le Museum of American Jewish History (Philadelphie), le Spertus Institute for Jewish Learning and Leadership (Chicago), le Eretz Israel Museum (Tel-Aviv) ou l'université du Judaïsme (Los Angeles).

## Publications
- Jessica Schwarz et Aaron Ha'tell, A Celebration of Light: Treasured Hanukkah Menorahs of Early Israel, Lulu Enterprises Inc., 21 juin 2010 (ISBN 978-0-557-13711-4, lire en ligne)
- Donald A. Bull, Figural Corkscrews, Schiffer Publishing Ltd, 2009 (ISBN 978-0-7643-3315-6, lire en ligne)
- Aaron Ha'Tell, Ari Ha'tell et Yaniv Ben Or, Lighting the way to freedom: treasured Hanukkah menorahs of early Israel, Devora Publishing, novembre 2006 (ISBN 978-1-932687-66-8, lire en ligne)
- (en) Nurit Kenaan-Kedar, Modern creations from an ancient land: metal craft and design in the first two decades of Israel's independence, from the collection of Vicky Ben-Zioni, Yad Izhak Ben-Zvi/ Eretz Israel Museum/ Tel Aviv University, 2006 (lire en ligne)  (ISBN 965-217-256-1)
- Susan L. Braunstein, Five centuries of Hanukkah lamps from the Jewish Museum: a catalogue raisonné, Jewish Museum (New York, N.Y.), 2004 (ISBN 978-0-300-10623-7, lire en ligne)
- (en) Susan L. Braunstein, Luminous art: Hanukkah menorahs of the Jewish Museum, Yale University Press, Jewish Museum, under the auspices of the Jewish Theological Seminary of America, 2004 (ISBN 978-0-300-10387-8, lire en ligne)
- Lydia Aisenberg, « Enlightening », The Jerusalem Post, 30 novembre 2007
- "New Jersey Artist Honored Posthumously in Tel Aviv", New Jersey Jewish News, 15 décembre 2005
- « Jews Who Died in 2003 » [archive du 28 septembre 2012], Jewish Telegraphic Agency, 2 janvier 2004 (consulté le 20 juin 2011)
- "M. Ascalon Maker of Judaic Art", The Philadelphia Inquirer, 5 août 2003.
- Joanne Palmer, "From Hungary to Israel to South Jersey", The Jewish Standard, 24 mai 2023.
- Ezra Solway, "Sculpture by Cherry Hill artist that envisioned modern State of Israel is memorialized", The Jewish Community Voice, 14 juin 2023.
- Gil Goldfine, « In the Frame », The Jerusalem Post, 15 août 2003.
- Barbara Rothschild, « Sculptor Maurice Ascalon Dies », The Courier-Post, 7 août 2003.

## Liens

### internes
- Art israélien
- Culture israélienne

### externes
Sur les autres projets Wikimedia :
- Maurice Ascalon, sur Wikimedia Commons

Maurice Ascalon's Pal-Bell Co. Ltd.
- Ressource relative aux beaux-arts :   - Artists of the World Online